# Sudamericano de Rugby 1958
El Sudamericano de Rugby de 1958, lo organizó la Federación de Rugby de Chile y aunque fue el primer torneo propiamente dicho actualmente la CONSUR considera como primer torneo al disputado en Buenos Aires (Sudamericano de Rugby 1951) en adhesión a los primeros Juegos Panamericanos. Participaron además de Chile, Argentina, Uruguay y Perú; esta última selección no volvió a jugar el torneo hasta el Sudamericano B del 2000 cuando se creó la segunda divisional. Las ciudades de Santiago y Viña del Mar fueron sedes de los partidos eligiéndose una cancha para cada una de las 3 fechas.

## Equipos participantes
- Selección de rugby de Argentina
- Selección de rugby de Chile
- Selección de rugby de Perú
- Selección de rugby de Uruguay

## Posiciones
| Pos. | Equipo    | Encuentros | Encuentros | Encuentros | Encuentros | Tantos  | Tantos    | Tantos     | Puntos |
| Pos. | Equipo    | jugados    | ganados    | empatados  | perdidos   | a favor | en contra | diferencia | Puntos |
| ---- | --------- | ---------- | ---------- | ---------- | ---------- | ------- | --------- | ---------- | ------ |
| 1    | Argentina | 3          | 3          | 0          | 0          | 108     | 3         | + 105      | 6      |
| 2    | Chile     | 3          | 2          | 0          | 1          | 65      | 26        | + 39       | 4      |
| 3    | Uruguay   | 3          | 1          | 0          | 2          | 22      | 90        | - 68       | 2      |
| 4    | Perú      | 3          | 0          | 0          | 3          | 9       | 85        | - 76       | 0      |

Nota: Se otorgan 2 puntos al equipo que gane un partido, 1 al que empate, 0 al que pierda

## Resultados[3]

### Primera fecha
| 11 de octubre | Argentina | 44 - 0 | Perú | cancha del Stade Francais, Santiago, Chile |  |

| 11 de octubre | Chile | 34 - 9 | Uruguay | cancha del Stade Francais, Santiago, Chile |  |

### Segunda fecha
| 15 de octubre | Argentina | 50 - 3 | Uruguay | Estadio Sausalito, Viña del Mar, Chile |  |

| 15 de octubre | Chile | 31 - 3 | Perú | Estadio Sausalito, Viña del Mar, Chile |  |

### Tercera fecha
| 18 de octubre | Perú | 6 - 10 | Uruguay | Prince of Wales Country Club, Santiago, Chile |  |

| 18 de octubre | Chile | 0 - 14 | Argentina | Prince of Wales Country Club, Santiago, Chile |  |

| Bandera de Argentina |
| Campeón Argentina    |
| Segundo título       |